# Waterworld
Waterworld, és una pel·lícula de ciència-ficció postapocalíptica estatunidenca dirigida per Kevin Reynolds, estrenada el 1995.

## Argument
El 2500 la Terra és recoberta d'oceans i els homes han après a adaptar-se a aquest nou medi ambient. Una llegenda persisteix, la que una illa, "Dryland", continuat estant preservada de les aigües.

## Repartiment
- Kevin Costner: Mariner
- Tina Majorino: Enola
- Jeanne Tripplehorn: Helen
- Dennis Hopper: Deacon
- Rick Aviles: Gatesman
- R.D. Call: Assassí
- Zitto Kazann: Elder/Supervivent
- Jack Black: Pilot
- Leonardo Cimino: Elder
- Zakes Mokae: Priam
- Luke Ka'ili Jr.: Noi
- Anthony DeMasters: Noi
- Willy Petrovic: Noi
- Jack Kehler: Banquer
- Lanny Flaherty: Comerciant
- Chaim Rodafi: Conductor

## Al voltant de la pel·lícula
- Destacar que amb el seu pressupost de 175 milions de dòlars, aquesta pel·lícula va disposar d'un dels més grans pressuposts del cinema quan es va estrenar i que amb les recaptacions no s'han cobert les despeses. El fracàs comercial és un dels més sonats que Hollywood mai hagi conegut. A més a més d'una crítica severa, l'acollida de la pel·lícula ha patit de manera seriosa una important mediatització dels desenganys del rodatge.[1]
- La producció cinematogràfica va tenir lloc gairebé íntegrament sobre l'aigua, en un atol artificial a l'oest de Kona, a l'illa de Hawaii. L'escena final es va filmar a la vall de Waipiʻo (que representa la fictícia Terra seca), a l'illa de Hawaii, també coneguda com la Vall dels Reis. Es van filmar escenes addicionals a Los Angeles, Huntington Beach i l'illa de Santa Catalina a Califòrnia.[2]
- Waterworld ha conegut el seu videojoc, estrenat al mateix temps que la pel·lícula en sales, va ser editat sobre Game Boy, Virtual Boy i Super Nintendo.